# Folsom Street Fair

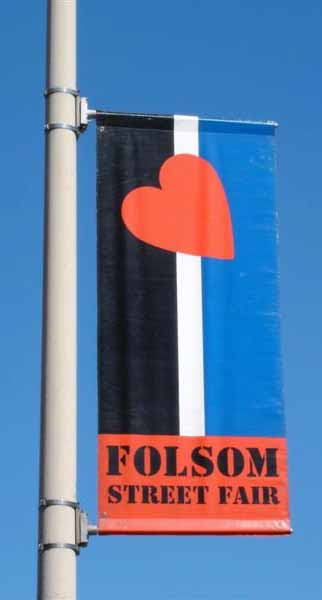
Bandiera del Folsom.

Il Folsom Street Fair è un evento annuale relativo alle culture leather e BDSM che si tiene a San Francisco l'ultima domenica di settembre e conclude la "Leather Pride Week". L'evento, comunemente chiamato Folsom, si svolge sul tratto della Folsom Street compreso fra la settima e la dodicesima strada nel quartiere South of Market di San Francisco.

## Storia
Il Folsom si è tenuto per la prima volta nel 1984, è il terzo evento più partecipato in California e la più importante vetrina mondiale dei prodotti e della cultura del mondo leather e BDSM. Nato e cresciuto come evento no-profit il Folsom raccoglie fondi da devolvere in beneficenza sia sull'ingresso che su appuntamenti e attività specifiche legate a giochi, allo spanking, al mondo dell'esibizionismo e del BDSM. L'agenzia di coordinamento Folsom Street Events è un ente di beneficenza registrato ed è responsabile dell'organizzazione dei corrispettivi eventi in Canada ed in Europa.

## Folsom Europe
Il Folsom Europe, l'edizione europea del Folsom Street Fair, si tiene dal 2003 ogni anno a Berlino la prima settimana di settembre e finanzia in Germania e nei Paesi Bassi associazioni di supporto alle persone sieropositive e che si occupano di lotta all'AIDS.